# Can Boter (Tiana)
Can Boter és una masia de Tiana (Maresme) protegida com a bé cultural d'interès local.

## Descripció
Es tracta d'una masia de planta baixa, pis i golfes. L'estructura és de bigues de fusta reforçades amb perfils metàl·lics amb revoltons ceràmics. En un afegit hi ha bigues de formigó. Els murs són de pedra.
Va ser un taller d'elements festius i va realitzar figures com els Gegants de Sant Climent de Llobregat, els de Santa Coloma de Gramenet, el Cadefoc de Viladecans, o els Gegants de la mateixa localitat.
En aquest edifici destaca el cos de la dreta per ser més alt i la textura de paredat. Hi ha un antic portal d'arc de mig punt amb dovelles de pedra tapiat i al seu costat s'hi ha obert nous accessos. Destaca la finestra de la primera planta amb llinda d'arc trevolat de pedra. La coberta és a dues aigües en un cos i d'una sola vessant en l'altre. Té un jardí i camps al voltant.